# 唇音
唇音通常指嘴唇成阻形成的辅音。单纯的唇音有双唇音和唇齿音，前者（如p、b、m等）的部位是双唇，后者（如f、v等）的部位是上齿和下唇。舌尖和嘴唇成阻的辅音叫做舌唇音，但通常不被认为是唇音，因为主动发音部位是舌头。

## 中国等韵学术语
在中国传统等韵学中，唇音被分成重唇音和轻唇音两种，前者包括帮p、滂ph、竝b、明m四个声母，也就是双唇音，后者包括非f、敷fh、奉v、微ɱ四个声母，也就是唇齿音。宋元韵图把唇音重和唇音轻交互排列，这在韵图门法中称为“轻重交互”，原因是两套声母在中古汉语当中是互补的，唇音轻只出现在后原音的三等韵，而唇音重不再这个位置出现。敦煌出土的晚唐《守温韵学残卷》已经指出两套声母的区别（守温套用端知类隔的术语把轻重交互也称为“类隔”），但在《切韵》时代，轻唇音尚不存在，后世念唇齿音的字当时都念双唇音。